# Omer Huyse

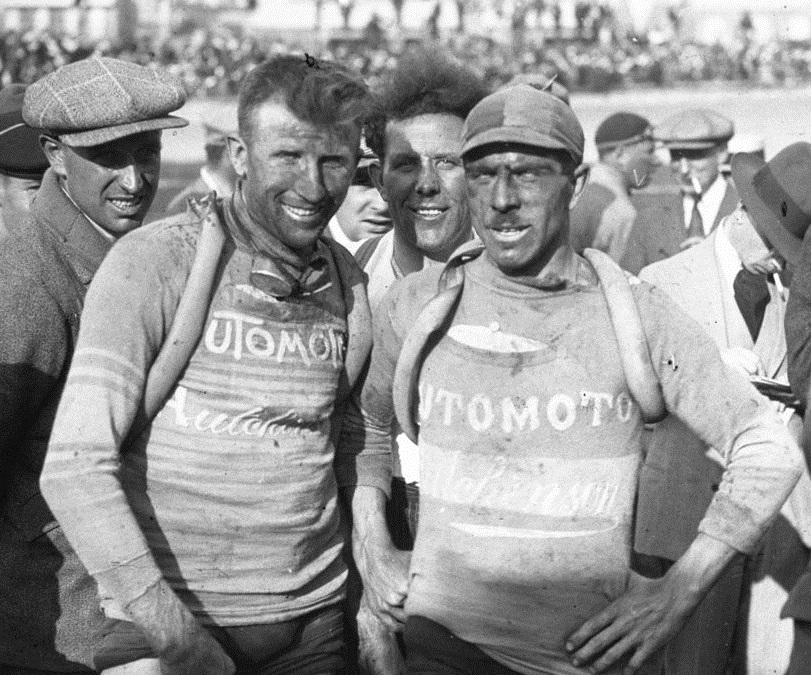
Huyse (l.) mit Joseph Van Dam bei der Tour 1926

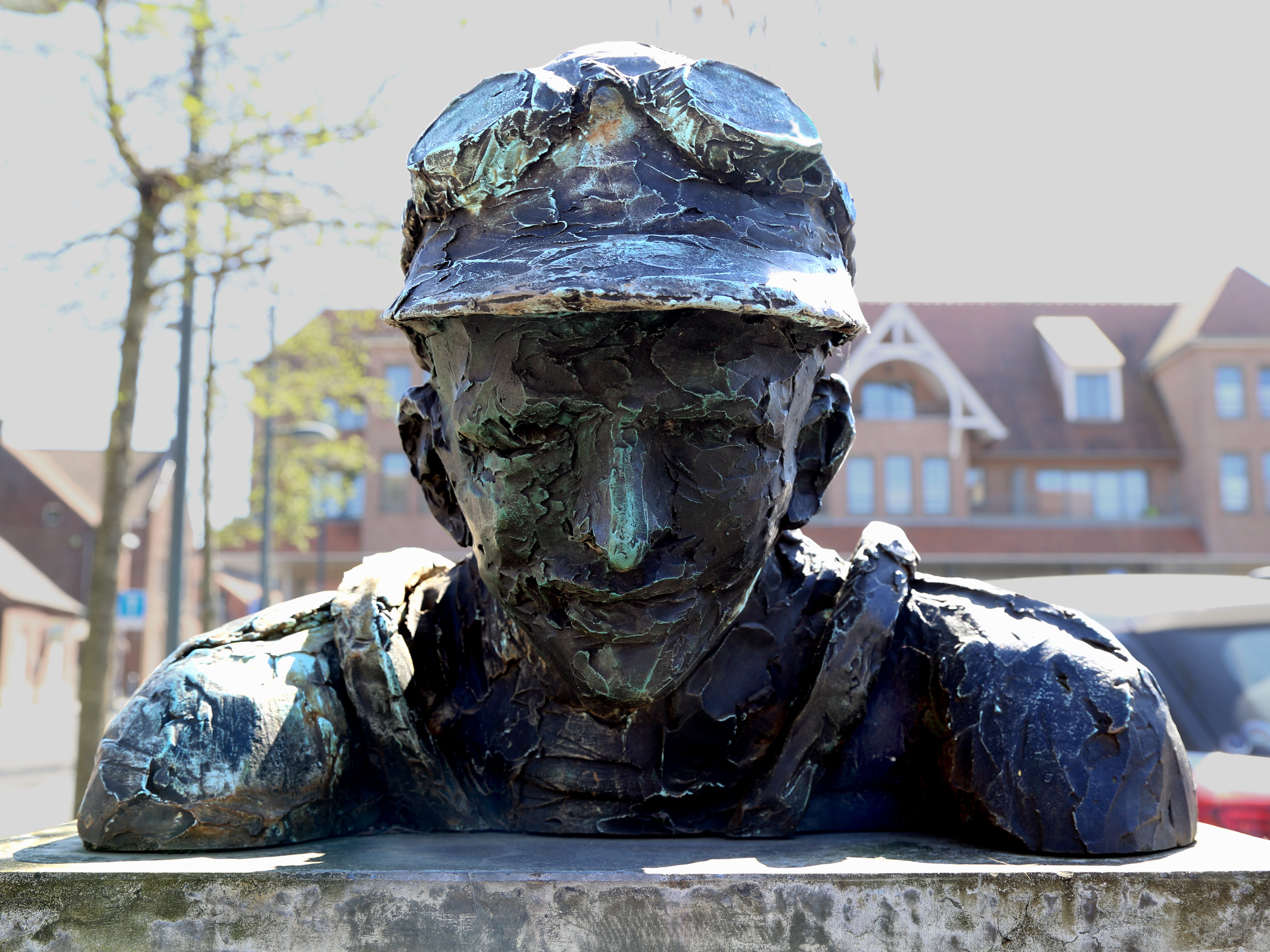
Büste von Huyse in Luingne

Omer Huyse  (* 22. August 1898 in Kortrijk; † 2. März 1985 in  Luingne) war ein belgischer Radrennfahrer. 1924 gewann er die längste Etappe in der Geschichte der Tour de France über 482 Kilometer.

## Sportliche Laufbahn
Als junger Mann arbeitete Omer Huyse in einer Wollfabrik in Tourcoing. Gemeinsam mit seinen Freunden fuhr er mit dem Fahrrad zur Arbeit und war meist der Schnellste. Daraufhin drängten ihn seine Freunde, an Rennen teilzunehmen. In Herseaux bestritt er sein erstes Rennen; da er keine Wettkampfkleidung und kein Rennrad hatte, schnitt er von seiner blauen Arbeitshose die Beine ab und startete mit einem normalen Straßenrad. Er belegte Platz acht, bei einem folgenden Rennen in Lauwe siegte er. In der Folge erhielt er zunächst Unterstützung von einem lokalen Fahrradbauer.
1923 gewann Omer Huyse die Belgien-Rundfahrt in der Kategorie der „Unabhängigen“ (Fahrer ohne Teams) und belegte bei der ersten Austragung von Paris–Arras Rang drei. Im Jahr darauf erhielt Huyse seinen ersten Profivertrag und startete bei der Tour de France. Am 30. Juni 1924 gewann er die fünfte Etappe von Les Sables-d’Olonne nach Bayonne, die mit 482 Kilometern die länge Etappe war, die jemals bei der Tour ausgetragen wurde. Dafür benötigte er 19 Stunden und 40 Minuten bei einer Durchschnittsgeschwindigkeit von 24,5 Kilometern pro Stunde, mit einem Vorsprung von einer Minute und elf Sekunden auf die nächste größere Gruppe, in der sich unter anderen Ottavio Bottecchia und Nicolas Frantz befanden. Die Etappe wurde am 29. Juni 1924 abends um 22 Uhr gestartet, Zielankunft in Bayonne war tags drauf gegen 18:30 Uhr. In der Gesamtwertung wurde Huyse Neunter, darüber hinaus gewann er die Gesamtwertung der „Unabhängigen“.
Bei der Tour de France 1925 gewann Huyse den Bergpreis auf dem Col du Tourmalet und wurde Siebter der Tourgesamtwertung. 1926 belegte er Platz 13. In den Jahren 1926 und 1927 fuhr er gemeinsam mit dem Sieger der Tour de France 1926 Lucien Buysse für die Mannschaft Automoto, bis das Unternehmen sein Engagement einstellte. 1926 wurde er Fünfter der Baskenland-Rundfahrt.

## Berufliches
Nach Beendigung seiner Radsportlaufbahn im Jahre 1930 kaufte Huyse zunächst eine Hühnerfarm. Anschließend eröffnete er ein Café in Risquons-Tout und zog nach Luingne, 15 Kilometer von seinem Heimatort Kortrijk entfernt. Durch eine neuerliche Ziehung der Sprachgrenze im Jahr 1962 wohnte der Flame Huyse nun in der französischsprachigen Wallonie, weshalb ihn die dortigen Zeitungen notre fils adopté (unseren Adoptivsohn) nannten.

## Ehrungen
1982 führte die Tour de France durch Mouscron, und Omer Huyse wurde mit einer Medaille der Rundfahrt geehrt. 2014 wurde aus Anlass seines Touretappen-Sieges vor 90 Jahren eine Büste von ihm in Luingne aufgestellt.

## Erfolge
1923
- Belgien-Rundfahrt (Unabhängige)

1924
- eine Etappe Tour de France

## Grand Tour-Platzierungen
| Grand Tour            | 1924 | 1925 | 1926 | 1927 | 1928 | 1929 | 1930 |
| --------------------- | ---- | ---- | ---- | ---- | ---- | ---- | ---- |
| Vuelta a EspañaVuelta | –    | –    | –    | –    | –    | –    | –    |
| Giro d’ItaliaGiro     | –    | –    | –    | –    | –    | –    | –    |
| Tour de FranceTour    | 9    | 7    | 13   | –    | –    | –    | DNF  |

## Teams
- 1924 Octave Lapize
- 1925 Armor-Dunlop
- 1925 O. Lapize-Dunlop
- 1926 Automoto-Hutchinson
- 1926 La Française-Diamant-Dunlop
- 1927 Automoto